# Selecció de bàsquet del Líban
La Selecció de bàsquet del Líban és l'equip format per jugadors de nacionalitat libanesa que representa a la Federació Libanesa de Bàsquet en les competicions internacionals organitzades per la Federació Internacional de Bàsquet (FIBA) o el Comitè Olímpic Internacional (COI). Pertany a la zona FIBA Àsia.
L'any 1949 participà en el Campionat d'Europa, que, curiosament, es disputà a Egipte. També participà a l'edició de 1953. Entre 2001 i 2007 fou tres cops finalista al campionat asiàtic.

## Classificacions

### Campionats mundials
- 2002 - 16
- 2006 - 18
- 2010 - 17
- 2023 - 23

### Campionats asiàtics
- 1999 - 7
- 2001 -  2
- 2003 - 4
- 2005 -  2
- 2007 -  2
- 2009 - 4
- 2011 - 6
- 2013 - suspesa
- 2015 - 5
- 2017 - 6
- 2022 -  2

### Campionats europeus
- 1949 - 7
- 1953 - 15

### Jocs Asiàtics
- 2006 - 9

### Jocs Mediterranis
- 1951 - 5
- 2001 - 8